# GTI Club コルソイタリアーノ
「GTI Club コルソイタリアーノ」(Driving Party) は、2000年に当時のコナミ（版権は2006年3月31日にコナミデジタルエンタテインメントに移行、2016年11月1日にコナミアミューズメントへ再移行）によって開発・販売されたイタリアを舞台にしたレースゲームである。GTI CLUBの続編でもある。

## 概要
前作GTI CLUB同様、今作にもレベルが存在する（ただし前作とは違い、全レベルとも決められたコースしか走れないようになっている。ちなみにショートカットは可能）。

### レースモード
前作同様、コースの随所にはチェックポイントがあり、タイムが0になる前に各チェックポイントにたどり着く必要がある。到着前にタイムが0になるとその時点でゲームオーバーとなる。

### タイムアタックモード
コースセレクト中にシフトレバーをUPに入れると出現。このモードはライバルカーはもちろん、一般車も一切登場しない。

## 車種
- フィアット・500
- フォルクスワーゲン・ビートル
- 日産・フェアレディZ S30
- ロータス・セブン
- シェルビー・ACコブラ
- モーリス・ミニ
- フィアット・131

## コース
- タウン（EASY)
- コースト（MIDIUM)
- マウンテン(HARD)